# سكرانتون (بنسلفانيا)
سكرانتون (بالإنجليزية: Scranton, Pennsylvania)‏ هي مدينة تقع في مقاطعة لاكاوانا (بنسلفانيا) بولاية بنسلفانيا في الولايات المتحدة. تبلغ مساحة هذه المدينة 65.89 (كم²)، بلغ عدد سكانها 76089 نسمة في عام 2010 حسب إحصاء مكتب تعداد الولايات المتحدة.

## التركيبة السكانية
حدّد مكتب تعداد الولايات المتحدة بيانات التركيبة السكانية لسكرانتون في تعداد الولايات المتحدة. في ما يلي، التركيبة السكانية حسب تعدادي 2000 و2010.

### تعداد عام 2000
بلغ عدد سكان سكرانتون 76,415 نسمة بحسب تعداد عام 2000، وبلغ عدد الأسر 31,303 أسرة وعدد العائلات 18,112 عائلة مقيمة في المدينة. في حين سجلت الكثافة السكانية 1,155.4 نسمة لكل كيلومتر مربع (2,992.5/ميل2). وبلغ عدد الوحدات السكنية 35,336 وحدة بمتوسط كثافة قدره 534.3 لكل كيلومتر مربع (1,383.8/ميل2).
وتوزع التركيب العرقي للمدينة بنسبة 93.54% من البيض و3.02% من الأمريكيين الأفارقة و0.11% من الأمريكيين الأصليين و1.08% من الأمريكيين ذوي الأصول الآسيوية و0.02% من سكان جزر المحيط الهادئ و1.16% من الأعراق الأخرى و1.07% من عرقين مختلطين أو أكثر و2.62% من الهسبانيون أو اللاتينيون من أي عرق.
بلغ عدد الأسر 31,303 أسرة كانت نسبة 26.5% منها لديها أطفال تحت سن الثامنة عشر تعيش معهم، وبلغت نسبة الأزواج القاطنين مع بعضهم البعض 39.8% من أصل المجموع الكلي للأسر، ونسبة 13.8% من الأسر كان لديها معيلات من الإناث دون وجود شريك، بينما كانت نسبة 4.2% من الأسر لديها معيلون من الذكور دون وجود شريكة وكانت نسبة 42.1% من غير العائلات. تألفت نسبة 36.7% من أصل جميع الأسر من عدة أفراد يعيشون في نفس المنزل ونسبة 18.1% كانت تتألف من شخص يعيش بمفرده يبلغ من العمر 65 عاماً أو أكثر. وبلغ متوسط حجم الأسرة المعيشية 2.29، أما متوسط حجم العائلات فبلغ 3.01.
بلغ العمر الوسطي للسكان 38.8 عاماً. وكانت نسبة 20.5% من القاطنين تحت سن الثامنة عشر، وكانت نسبة 9.1% بين الثامنة عشر والرابعة والعشرين عاماً، ونسبة 24.6% كانت واقعةً في الفئة العمرية ما بين الخامسة والعشرين والرابعة والأربعين عاماً، ونسبة 20.8% كانت ما بين الخامسة والأربعين والرابعة والستين، ونسبة 18.6% كانت ضمن فئة الخامسة والستين عاماً فما فوق. يوجد لكل 100 أنثى 87.2 ذكر، ويوجد لكل 100 أنثى في الثامنة عشر من عمرها فما فوق 83.3 ذكر.
بلغ متوسط دخل الأسرة في المدينة 28,805 دولارًا، أما متوسط دخل العائلة فبلغ 39,233 دولارًا. وكان متوسط دخل الذكور 30,829 دولارًا مقابل 21,858 دولارًا للإناث. وسجل دخل الفرد الخاص بالمدينة 16,174 دولارًا. وكانت نسبة 10.7% من العائلات ونسبة 15% من السكان تحت خط الفقر، وكان من هؤلاء نسبة 19.2% تحت سن الثامنة عشر ونسبة 12% في الخامسة والستين من العمر وما فوق.

### تعداد عام 2010
بلغ عدد سكان سكرانتون 76,089 نسمة بحسب تعداد عام 2010، وبلغ عدد الأسر 30,069 أسرة وعدد العائلات 17,190 عائلة مقيمة في المدينة. في حين سجلت الكثافة السكانية 1,150.4 نسمة لكل كيلومتر مربع (2,979.5/ميل2). وبلغ عدد الوحدات السكنية 33,853 وحدة بمتوسط كثافة قدره 511.8 لكل كيلومتر مربع (1,325.6/ميل2).
وتوزع التركيب العرقي للمدينة بنسبة 84.11% من البيض و5.45% من الأمريكيين الأفارقة و0.23% من الأمريكيين الأصليين و2.98% من الأمريكيين ذوي الأصول الآسيوية و0.04% من سكان جزر المحيط الهادئ و4.69% من الأعراق الأخرى و2.49% من عرقين مختلطين أو أكثر و9.90% من الهسبانيون أو اللاتينيون من أي عرق.
بلغ عدد الأسر 30,069 أسرة كانت نسبة 27.2% منها لديها أطفال تحت سن الثامنة عشر تعيش معهم، وبلغت نسبة الأزواج القاطنين مع بعضهم البعض 36.3% من أصل المجموع الكلي للأسر، ونسبة 15.2% من الأسر كان لديها معيلات من الإناث دون وجود شريك، بينما كانت نسبة 5.7% من الأسر لديها معيلون من الذكور دون وجود شريكة وكانت نسبة 42.8% من غير العائلات. تألفت نسبة 35.3% من أصل جميع الأسر من عدة أفراد يعيشون في نفس المنزل ونسبة 14.6% كانت تتألف من شخص يعيش بمفرده يبلغ من العمر 65 عاماً أو أكثر. وبلغ متوسط حجم الأسرة المعيشية 2.35، أما متوسط حجم العائلات فبلغ 3.05.
بلغ العمر الوسطي للسكان 37.9 عاماً. وكانت نسبة 20.4% من القاطنين تحت سن الثامنة عشر، وكانت نسبة 13.9% بين الثامنة عشر والرابعة والعشرين عاماً، ونسبة 24% كانت واقعةً في الفئة العمرية ما بين الخامسة والعشرين والرابعة والأربعين عاماً، ونسبة 25.3% كانت ما بين الخامسة والأربعين والرابعة والستين، ونسبة 16.4% كانت ضمن فئة الخامسة والستين عاماً فما فوق. وتوزع التركيب الجنسي للسكان بنسبة 48.2% ذكور و51.8% إناث.

## توأمة
لسكرانتون (بنسلفانيا) اتفاقيات توأمة مع:
- بالاكوفو

## معرض صور

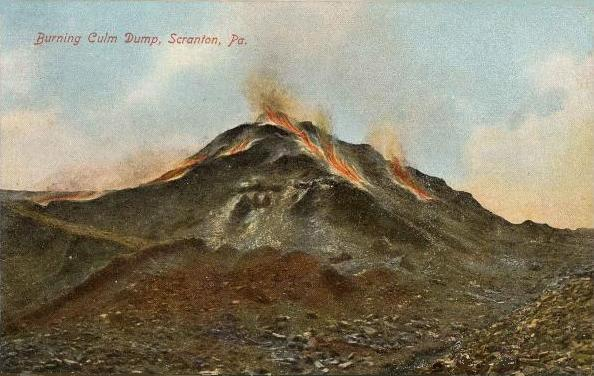
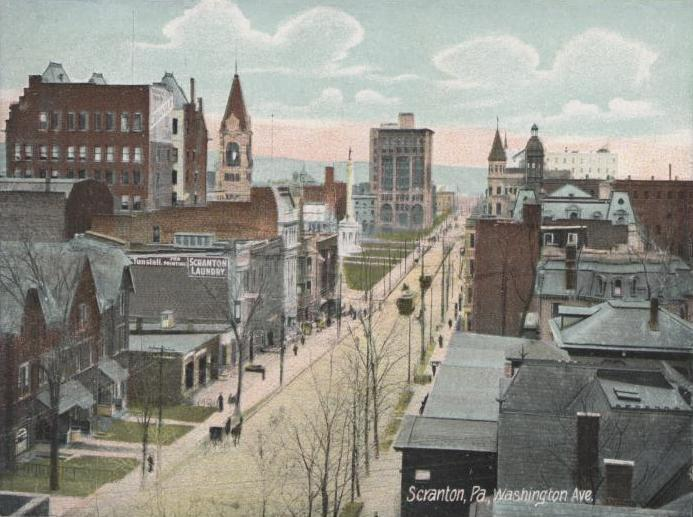
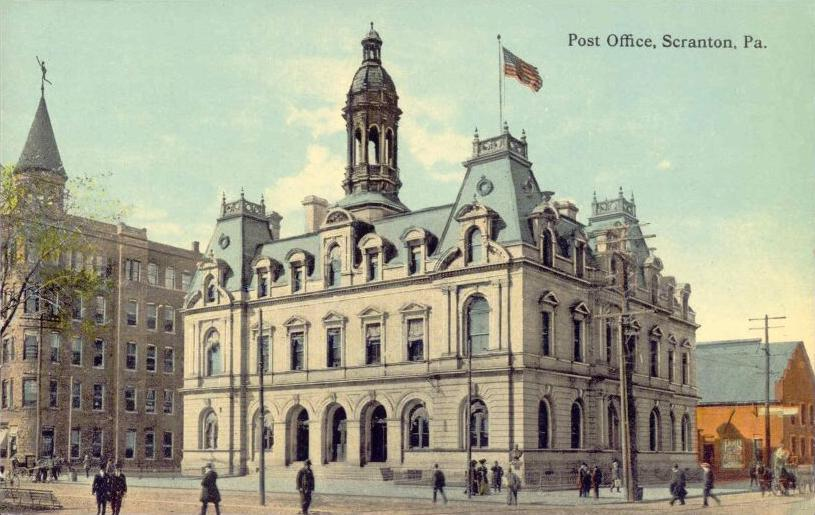

## أعلام
- جو بايدن
- هاغي جينينغز
- بات سوليفان
- جايسون ميلر
- ليزابيث سكوت
- جاين جاكوبز

## وصلات خارجية
- www.ScrantonPA.gov
- The US50 - Cities and Towns in Pennsylvania State